# Äthiopischer Menschenrechtsrat
Der Äthiopische Menschenrechtsrat (englisch Ethiopian Human Rights Council, EHRCO) ist eine äthiopische Nichtregierungsorganisation im Bereich der Menschenrechte. Der geschäftsführende Direktor des EHRCO war mit Stand vom Januar 2022 Dan Yirga. Dan Yirga musste jedoch aufgrund von Verfolgung das Land verlassen. Der EHRCO wurde 1991 von Mesfin Woldemariam und 31 Kollegen kurz nach dem Sturz des Diktators Mengistu Haile Mariam gegründet. Die Mittel und das Personal von EHRCO mussten 2009 stark reduziert werden aufgrund eines Gesetzes, das die Verwendung ausländischer Gelder in zivilgesellschaftlichen Organisationen einschränkte. Die Organisation konnte die Arbeit wieder in vollem Umfang aufnehmen, nachdem 2019 unter Premierminister Abiy Ahmed die Gesetzgebung geändert und Einschränkungen der Arbeit zivilgesellschaftlicher Organisationen gelockert worden waren.

## Gründung
Der Äthiopische Menschenrechtsrat wurde am 10. Oktober 1991 von Mesfin Woldemariam und 31 Kollegen gegründet, kurz nachdem Mengistu Haile Mariam von der Übergangsregierung Äthiopiens abgelöst worden war, die von der Äthiopischen Revolutionären Demokratischen Volksfront (EPRDF) dominiert wurde. 1993 reichte der EHRCO eine Klage gegen die äthiopische Regierung ein, weil diese der Organisation die Registrierung als zivilgesellschaftliche Organisation verweigert hatte. Die Regierung behauptete, der EHRCO sei eine „politische Organisation“, stehe „auf der Seite der Opposition“, sei „ethnisch orientiert“ und erstatte unzutreffende Berichte. Der EHRCO widersprach dem. Mesfin Woldemariam wurde 1993 von den Behörden festgenommen und später gegen Kaution wieder freigelassen, ohne dass es zu einer Anklage oder einem Prozess kam.

## Leitung
EHRCO wurde von seiner Gründung 1991 bis 2005 von Mesfin Woldemariam geleitet. Yoseph Badwaza führte EHRCO von 2007 bis 2009. 2018 leitete Ameha Mekonnen EHRCO. Dan Yirga war im Oktober 2020 Geschäftsführer der Organisation.

## Ziele, Aktionen und Kampagnen
Die anfänglichen Ziele von EHRCO bestanden darin, die äthiopische Übergangsregierung von 1991 dabei zu unterstützen, „die Menschenrechte zu achten, zu schützen und zu verwirklichen“ Dan Yirga, im Jahr 2020 geschäftsführender Direktor des EHRCO, fasste die wichtigsten Maßnahmen des EHRCO wie folgt zusammen: Untersuchung von Menschenrechtsverletzungen; Bewusstseinsbildung für Menschenrechte bei der Polizei, Richtern, Anwälten und Gemeindevertretern; Eintreten für die Menschenrechte und Bereitstellung von kostenlosem Rechtsbeistand. Für den 20. Oktober 2020 plante der EHRCO einen eintägigen Menschenrechtsworkshop für Medienorganisationen und politische Parteien.
Der EHRCO protestierte gegen die gewaltsame Abschiebung von 52.000 eritreischen Äthiopiern nach Eritrea in den Jahren 1998 und 1999. Mesfin Woldemariam erklärte, die Deportationen würden „einen Hass verursachen“, der, wenn sie fortgesetzt würden, „zu über Generationen andauernder wahlloser Gewalt führen würde“.
2005, nachdem im Zuge von Wahlen Menschenrechtsverletzungen begangen wurden, veröffentlichte der EHRCO einen Bericht. Darin wurden alle beteiligten Akteure dazu aufgefordert, sich an Gesetze zu halten und friedlich zu sein. 2017 veröffentlichte der EHRCO einen Bericht über Menschenrechtsverletzungen während des Ausnahmezustands.
Im Jahr 2020 wollte der EHRCO Wählerschulung und Wahlbeobachtung anbieten und berief sich dabei auf umfangreiche Erfahrungen mit den allgemeinen Wahlen in Äthiopien im Jahr 2005.
Am 25. Dezember 2020 veröffentlichte der EHRCO einen vorläufigen Bericht über das Massaker in Mai Kadra zu Beginn des Tigray-Kriegs am 9. November 2020. Die Organisation stellte fest, dass über 1100 Zivilisten getötet worden seien; zudem sei es zu Vergewaltigungen, Plünderungen und Vertreibungen gekommen. Die Angriffe seien ethnisch motiviert gewesen; Opfer seien mehrheitlich Amharer und Angehörige einiger weiterer Minderheiten gewesen. Man schrieb die Taten Jugendlichen der Jugendmiliz „Samri“ und Jugendlichen anderer Bezirke zu, die von Spezialeinheiten aus Tigray und Milizen unterstützt worden seien. Überlebende erklärten gegenüber EHRCO, dass ethnische Tigrayer potenzielle Opfer beschützt und ihnen bei der Flucht geholfen hätten; diese Helfer hätten sich aus Angst abgesetzt und seien für EHRCO nicht erreichbar.

## Repression
Zu den Repressionen gegen EHRCO-Mitglieder gehörten Verhaftungen, Schläge und Tötungen durch Sicherheitskräfte. Das Vorstandsmitglied Assefa Maru wurde getötet.
Im Jahr 2009 froren die äthiopischen Behörden die Bankkonten des EHRCO mit Guthaben in Höhe von 8,8 Millionen Birr (damals etwa 600.000 Euro) ein, wie das zuvor in Kraft getretene Gesetz Charities and Societies Proclamation No. 621/2009 es vorschrieb: mindestens 90 Prozent der Einnahmen von Vereinen mussten nach der neuen Regelung aus lokalen statt internationalen Quellen stammen. Das Einfrieren der Konten zwang den EHRCO, zehn von dreizehn (nach anderen Angaben acht von elf) seiner Büros zu schließen und 80 (bzw. 52) Mitarbeiter zu entlassen. EHRCO wurde außerdem durch das neue Gesetz gezwungen, „äthiopisch“ aus seinem Namen zu streichen, da es in weniger als fünf Regionen vertreten war. Die Europäische Union richtete in Kooperation mit der äthiopischen Regierung einen Fonds ein, den Civil Society Fund, aus dem der EHRCO und andere äthiopische Nichtregierungsorganisationen im Jahr 2015 eine gesetzlich zulässige finanzielle Unterstützung erhielten.
2018 wandte sich der EHRCO schriftlich an den neuen äthiopischen Premierminister Abiy Ahmed und bat darum, das Einfrieren der Gelder aufzuheben. Mit der Civil Societies Proclamation 1113/2019 erhielt der EHRCO rechtmäßig seinen ursprünglichen Namen zurück. Die eingefrorenen Gelder von EHRCO wurden bis 2020 wieder freigegeben.
Am 5. Januar 2023 verhaftete die äthiopische Polizei vier EHRCO-Mitarbeiter, die Fälle von Zwangsräumungen außerhalb von Addis Abeba untersuchten, und hielt sie willkürlich in Haft. Am 12. Januar 2023 ließ ein Gericht in Oromia die vier Mitarbeiter gegen Kaution frei. Am 6. April 2024 kamen zwei in Zivil gekleidete Sicherheitskräfte zum Haus eines EHRCO-Mitarbeiters und warnten ihn, seine Arbeit für die Menschenrechte einzustellen oder mit Konsequenzen zu rechnen. Am 23. Mai 2024 suchten Sicherheitsbeamte die Zweigstelle von EHRCO in Addis Abeba auf der Suche nach Informationen auf und bedrohten dabei zwei Mitarbeiter.
Am 25. Dezember 2024 erhielt EHRCO einen Brief von der äthiopischen Behörde für Nichtregierungsorganisationen, worin die Arbeit von EHRCO suspendiert wurde. In dem Schreiben wird dem EHRCO vorgeworfen, „über seine Gründungsziele hinaus“ zu handeln, nicht „unabhängig“ zu bleiben und die Obergrenzen für die Verwaltungsausgaben für das Finanzjahr 2023 zu überschreiten. EHRCO bestritt diese Vorwürfe und klärte auf, dass man sich immer in den Grenzen des Rechts bewegt habe. Viele Menschenrechtsorganisationen, wie OMCT, Amnesty International und HRW kritisierten das Vorgehen der äthiopischen Regierung.

## Rezeption, Auszeichnungen und Kritik
Die Encyclopedia of Human Rights bezeichnete 2009 den EHRCO als „die bedeutendste äthiopische Menschenrechtsgruppe und die einzige Organisation, die die Überwachung der Menschenrechte betont“.
Der Friedensforscher Kjetil Tronvoll vom norwegischen Zentrum für Menschenrechte der Universität Oslo attestierte 2008 dem EHRCO, stark auf Minderheitenrechte und andere kollektive Menschenrechte fokussiert zu sein, was die Glaubwürdigkeit seiner Berichte über Menschenrechtsverletzungen an Angehörigen von Minderheiten beeinträchtigt habe. Ebenso konstatierte er, dass das ausschließlich aus Amharern bestehende Direktorium des EHRCO die Verbreitung eines Berichts verhindert habe, der die dominierende Rolle dieser Gruppe im Land kritisch dargestellt habe. Bereits 1996 hatte Alex de Waal von der in London ansässigen Organisation African Rights beklagt, dass EHRCO-Gründer Mesfin Woldemariam den Status seiner Organisation für seine eigenen politischen Ziele missbrauche, was es der Regierung erleichtere, auch wahre Berichte des EHRCO über Menschenrechtsverletzungen als Lügen abzutun.
Die deutsche Sektion der nichtstaatlichen Organisation Amnesty International vergab 2022 ihren Menschenrechtspreis an den EHRCO und zeichnet damit dessen „selbstlosen und mit persönlichen Gefahren verbundenen Einsatz für die Menschenrechte“ aus.